# Amalienruhe

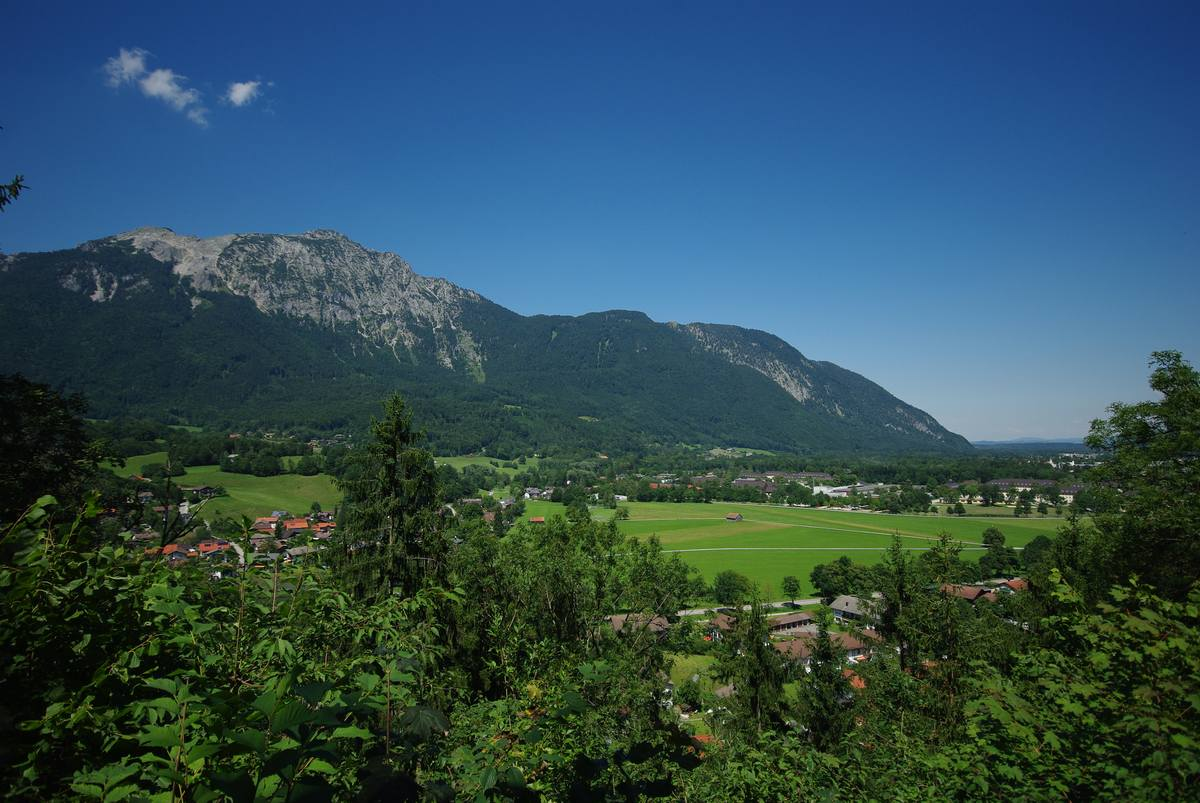
Blick von der Amalienruhe in Richtung Staufen, Fuderheuberg und Weitwiese

Die Amalienruhe (auch: Amalienhöhe) ist eine Aussichtskanzel am Müllnerberg in der oberbayerischen Stadt Bad Reichenhall.
Das Gebäude steht unter Denkmalschutz und ist unter der Nummer D-1-72-114-320 in die Bayerische Denkmalliste eingetragen.

## Geschichte
Die Amalienruhe wurde 1908 vom Bad Reichenhaller Ehrenbürger Alfred Nathan in Erinnerung an seine Mutter Amalie errichtet, die sich gerne dort aufgehalten und den Blick auf die Stadt genossen hat.

## Beschreibung
Die Amalienruhe ist ein einseitig geöffneter Kapellenbau mit Satteldach. Innen in der Nische ein Mosaik mit der Abbildung von Maria mit dem Kind, eine Inschrifttafel mit schmiedeeisernen Verzierungen, eine umlaufende Sitzbank sowie ein Holzkassettendecke.

## Lage
Die Amalienhöhe befindet sich direkt am Kugelbachweg, oberhalb des Wanderparkplatzes. In unmittelbarer Nähe befand sich die Hochreserve des Brunnhauses Fager der Soleleitung, die entlang den Hängen des Müllnerbergs in Richtung Traunstein führte.

## Bildergalerie

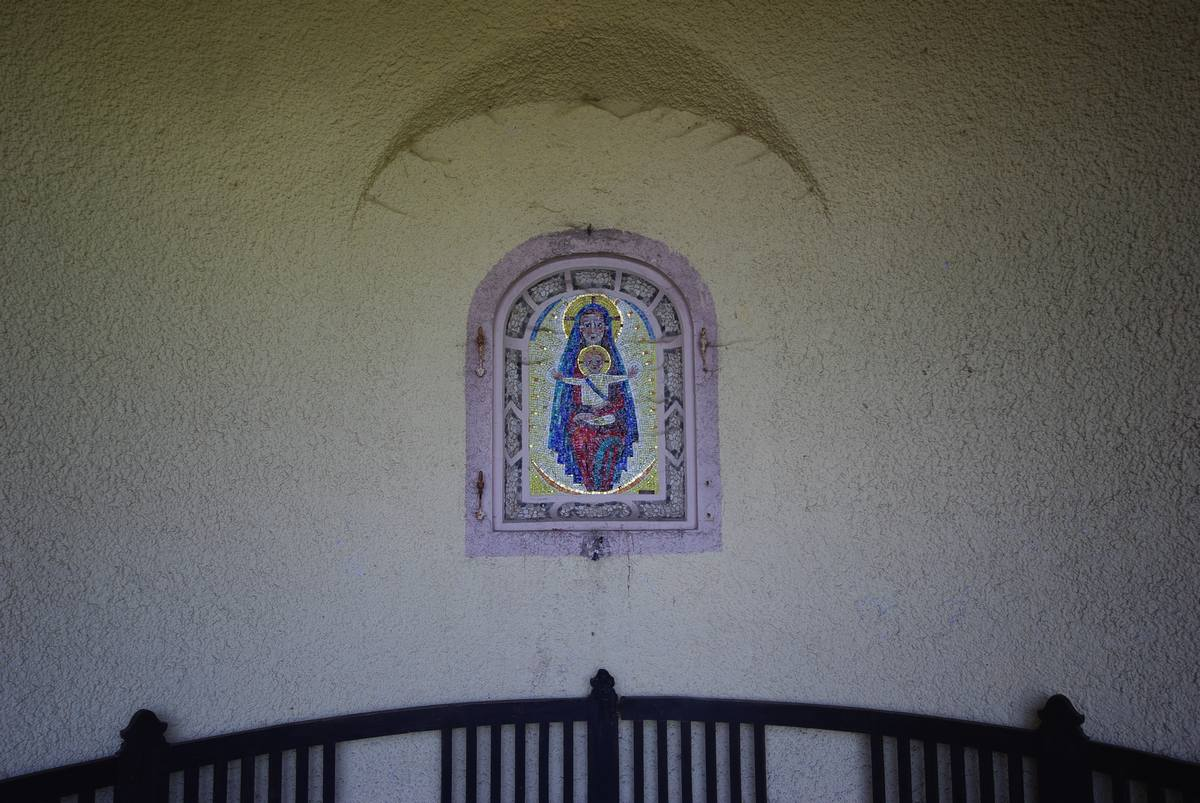
Nische
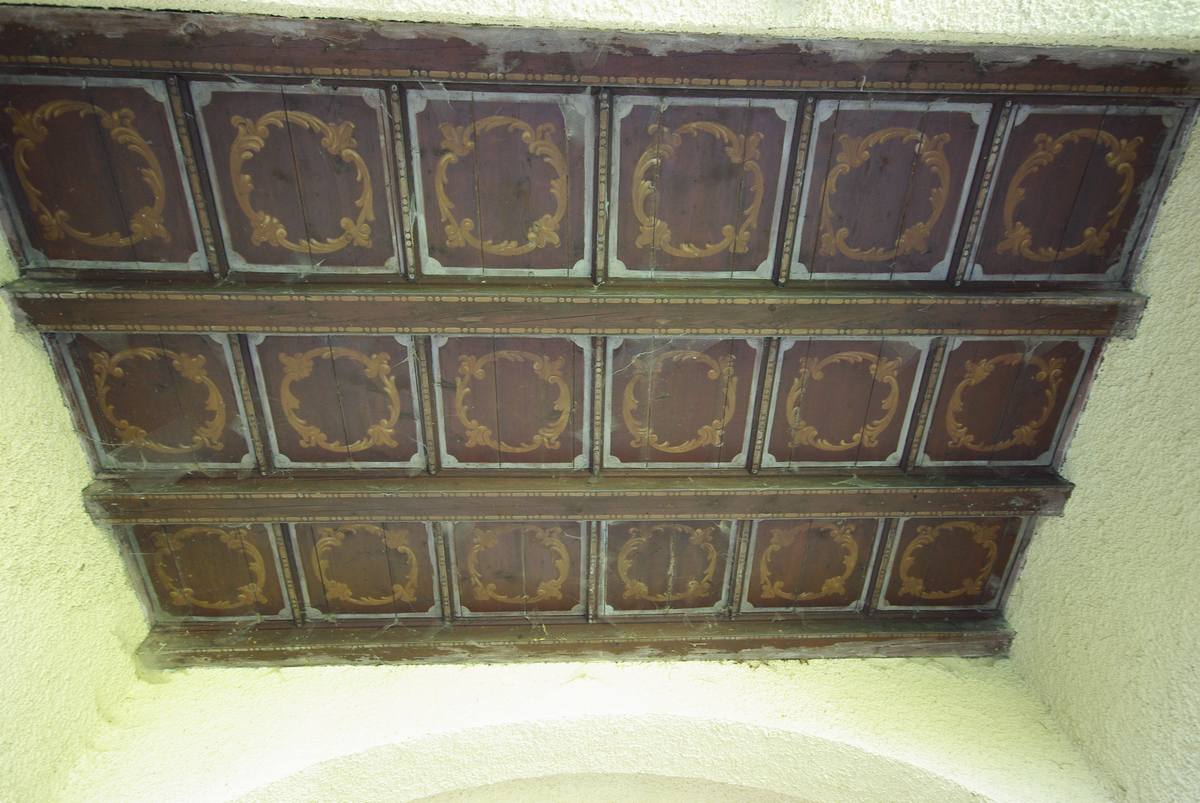
Kassettendecke
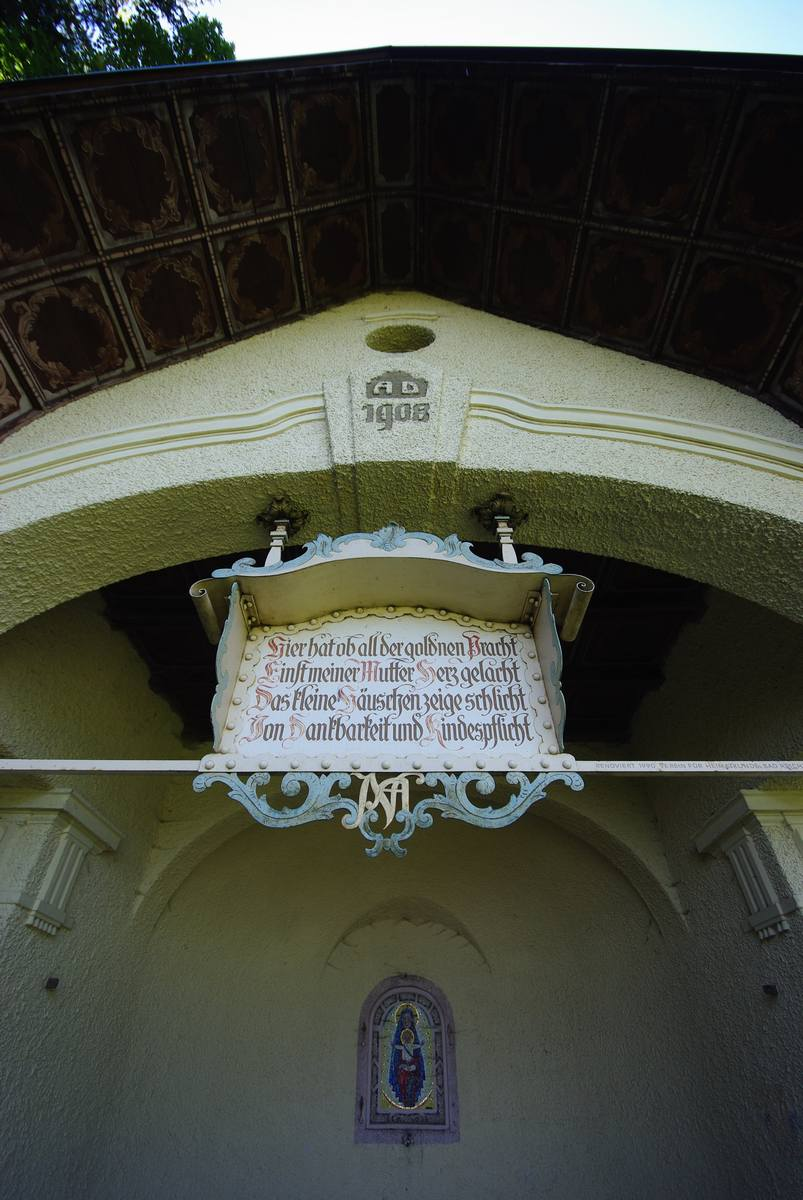
Inschrifttafel
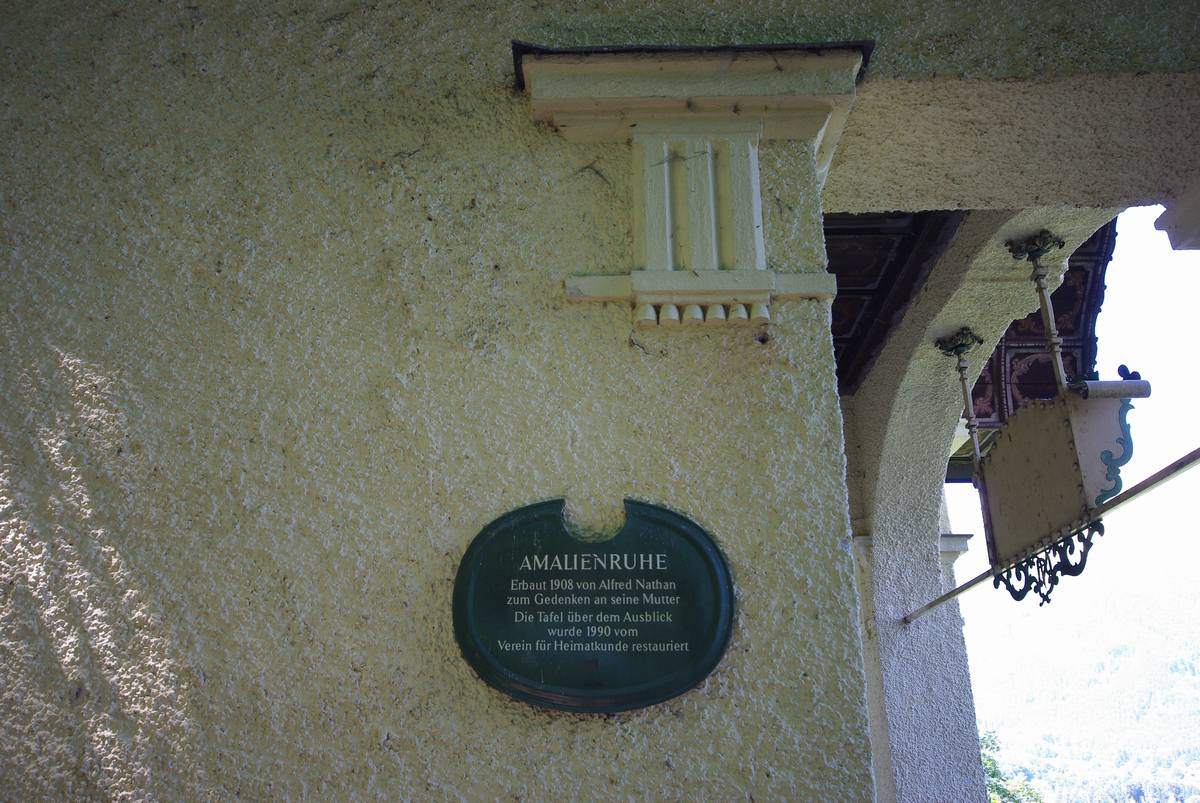
Südseite mit Hinweistafel